# Одрински вилает
 Тази статия е за вилаета в Османската империя.  За съвременния вилает в Турция вижте Одрин (вилает).  
Одринският вилает (на османски турски: ولايت ادرنه; на турски: Vilāyet-i Edirne) е вилает в Османската империя с център град Одрин (на турски Едирне). Одринският вилает граничи на запад с Солунския вилает, на север, след Съединението с България, на изток с Черно море и Цариградския вилает и на юг с Егейско, и Мраморно море.
В историографията не е безспорно установено каква част от населението на Одринския вилает преди Балканските войни е българско:
- според гръцките и османските статистики гръцкото население на Одрински вилает е близо 3 пъти повече от българското;
- според Стою Шишков българите са поне два пъти повече от гърците;
- според Любомир Милетич в шестте санджака на Одрински вилает освен 400 000 турци, живеят 299 000 етнически българи (176 500 екзархисти, 25 000 патриаршисти и 95 500 помаци) и 200 000 гърци;
- според твърдения на българския търговски агент в Одрин Георги Стоев през 1906 г. гърците „далеч ни надминават и в числено, и в културно и в материално отношение“.[2]

През 1913 година след Междусъюзническата война и последвалото разорението на тракийските българи населението на вилаета е съставено от 306 411 мюсюлмани, 224 680 гърци, 19 773 арменци и 22 525 евреи.

- Карта на Одринския вилает от 1907 г.
- Етническа карта на Одринска Тракия от 1912 от академик Любомир Милетич